# یایویی ۴۰۷۲
سیارک ۴۰۷۲ (به انگلیسی: 4072 Yayoi، نامگذاری:1981UJ4) چهار هزار و هفتاد و دومین سیارک کشف شده‌است که در ۳۰ اکتبر ۱۹۸۱ کشف شد.
قدر مطلق سیارک برابر ۱۳٫۴۰ است.